# 戴炎輝
戴 炎輝（たい えんき）は、台湾の法律家・法制史家。中華民国司法院院長、司法院大法官を歴任した。また学術的には清朝の県レベルの行政档案を整理した淡新档案は法制史上特筆すべき業績とされている。日本統治時代は田井輝雄の日本名を使用していた。東京大学法学博士。

## 経歴
屏東県出身。先祖は泉州出身。高雄中学校、台北高を経て、東京帝国大学法学部卒業。東大では法制史家の中田薫に師事した。東大卒業後、高等文官試験司法科合格。当初、筆記試験で高得点を修めるも、台湾人という人種的理由のため口頭試問で不当な扱いを受けるが、中田の抗議により無事合格した。高雄での弁護士活動を経て、第二次大戦後に国立台湾大学（旧・台北帝国大学）に奉職する。1955年、『唐律總論』により東京大学法学博士。
1945年に台湾大学法学院の教授職を任官した戴炎輝は十数年の時間をかけ、清朝の台湾淡水庁（北台湾を管轄）、台北府、新竹県三衙門の史料の整理を行い、「淡新档案」として行政、民事、刑事の三部門を内容に応じて分類整理し、清朝の行政状況を網羅した世界レベルの史料を刊行している。その法制史に対する深い造詣が認められ1977年4月からは司法院院長に本省人として初めて任三重されている。
司法院院長の職を退いた後は戴東雄とともに法律関係の著作を残している。また1992年までは中華民国総督資政を務めていた。
| 先代田炯錦 | 司法院院長1977年 - 1979年 | 次代黄少谷 |